# Hans Oppermann (Landrat)
Hans Theodor Oppermann (* 23. Mai 1886 in Frankfurt am Main; † 5. Januar 1946 im Internierungslager Ludwigsburg) war ein deutscher Verwaltungsjurist und Landrat.

## Leben
Als Sohn eines Telegraphensekretärs geboren, studierte Oppermann nach dem Besuch des Wöhler-Realgymnasiums in Frankfurt am Main Rechtswissenschaften in München, Gießen und Marburg. Während seines Studiums wurde er 1907 Mitglied der Burschenschaft Frankonia Gießen. Nach seinem Examen 1912 folgte das Referendariat, das durch den Ersten Weltkrieg unterbrochen wurde und welches er 1920 mit dem Assessorexamen beendete. Im Ersten Weltkrieg nahm er teil, zuletzt als Leutnant. Er wurde mit dem Eisernen Kreuz I und II ausgezeichnet. Ab 1920 war er als Gerichtsassessor in Wetzlar tätig, ab 1922 dort als Rechtsanwalt und später als Notar. 
Zum 1. Oktober 1931 trat er der NSDAP bei (Mitgliedsnummer 661.199). Von 1935 bis 1943 war er Landrat im Unterlahnkreis, dann nach einer Landkreis-Reform Landrat für die Kreise Unter- und Oberwesterwaldkreis. Nachdem der Limburger Landrat durch die Gestapo verhaftet worden war, wurde er ab 1944 als Landrat für die Kreise Limburg und Unterlahn eingesetzt. Am Zweiten Weltkrieg nahm er als Major beim Wehrmeldeamt teil. Nach dem Einmarsch der amerikanischen Truppen wurde er des Amtes enthoben und im Lager Darmstadt interniert. Er starb kurze Zeit später im Lager Ludwigsburg.